# Rino Carlini
Rino Carlini (Ceggia, 23 febbraio 1933 – Genova, 14 settembre 2017) è stato un calciatore italiano, di ruolo mediano.

## Biografia
Nativo di Ceggia, al termine della carriera agonistica rimase a vivere a Genova, ove aveva militato nella squadra cittadina per dieci stagioni. Trovò impiego presso nell'ente Fiera di Genova. È deceduto nel settembre 2017.

## Caratteristiche tecniche
Carlini era un centromediano dal gioco duro ma sempre leale.

## Carriera
Rino Carlini inizia a giocare nella squadra della sua città il Libertas Ceggia. Messosi in luce sin da giovanissimo, appena sedicenne passa al Sandonà 1922 per poi esordire in Serie C. Sono due i campionati giocati in maglia biancoceleste da Carlini per complessive 58 partite.
Il giovane Carlini si mise talmente in evidenza da attirare l'attenzione di Enrico Silvestri e Giovanni Bonissone, dirigenti del Genoa che in quegli anni erano alla ricerca di promettenti giovani da portare in maglia rossoblù. Fu così che Rino Carlini lasciò San Donà alla volta di Genova assieme a due coetanei: il portiere Luciano Dalla Villa e l'attaccante Ivan Firotto.
Dopo una prima parte dellastagione giocata nel settore giovanile rossoblù, Rino Carlini viene aggregato alla prima squadra. Il suo esordio avviene allo Stadio San Siro l'8 novembre 1953 contro il Milan (0-3) nell'insolito ruolo di centravanti. Quel giocare in attacco sarà solo un episodio, perché riportato nel suo ruolo naturale di centro mediano. Carlini diverrà poi uno dei perni inamovibili dello schieramento difensivo genoano. Con la maglia rossoblù gioca ininterrottamente per undici campionati. Titolare dalla stagione 1953-54 gioca per otto annate in Serie A. Nel 1960-61 con i rossoblù è costretto alla Serie B, proprio in quella stagione subisce un infortunio al menisco che ne condiziona le annate successive. Con i rossoblù vince la Coppa delle Alpi 1962, risultando tra i migliori giocatori impegnati nella finale contro il Grenoble.
Torna a giocare in serie A con il Genoa nel 1962-63 collezionando sette presenze prima di passare nell'annata successiva in Serie B all'Alessandria. Con i piemontesi chiude la carriera dopo due campionati nella serie cadetta.

## Palmarès

### Competizioni nazionali
- Serie B: 1

Genoa: 1961-1962

### Competizioni internazionali
- Coppa delle Alpi: 1

Genoa: 1962